# Gonia reinhardi
Gonia reinhardi là một loài ruồi trong họ Tachinidae.